# Mechthild von Gießen
Mechthild von Gießen (* um 1155; † 12. Januar nach 1203) war Gräfin von Gießen.

## Leben und Wirken
Mechthild war eine Tochter des Grafen Wilhelm von Gleiberg und der Salome von Isenburg. Ihre Eltern gründeten 1152 die Wasserburg in Gießen und verlegten ihre Residenz dorthin, als die Burg Gleiberg durch die Heirat von Wilhelms Großnichte Irmgard von Gleiberg mit Hartrad II. von Merenberg an die Merenberger überging. Mechthilds Geschwister überlebten das Kindesalter nicht und deshalb erbte Mechthild später den gesamten Ostteil der Grafschaft Gleiberg mitsamt der Vogtei über das Kloster Schiffenberg. Da ihr Vater starb, als sie noch ein Kleinkind war, wuchs sie allein unter der Obhut ihrer Mutter Salome auf.
Während Mechthilds Jugend dehnte Kaiser Friedrich Barbarossa seinen Einfluss auf die Wetterau aus. Er hatte die Städte Gelnhausen, Friedberg und Wetzlar mit der Burg Kalsmunt auf seiner Seite sowie die Herren von Büdingen, die Herren von Peilstein auf Cleeberg, die Ludowinger Landgrafen von Thüringen und die Reichsdienstmannen von Münzenberg. Als sich das Zerwürfnis zwischen dem Staufer Barbarossa und seinem Cousin, dem Welfen Heinrich dem Löwen, abzeichnete, gewann das Gebiet um Gießen an strategischer Bedeutung, da es zwischen staufischen Machtpositionen lag.
Es war daher von politischer Brisanz, wen Mechthild von Gleiberg heiraten würde. Sie heiratete vor dem 30. Juli 1181 einen fernen Verwandten Barbarossas, den künftigen Pfalzgrafen von Tübingen Rudolf I., der um 1183 das Kloster Bebenhausen gründete. Die beiden residierten fortan in Tübingen, während Mechthilds Mutter Salome weiterhin Gießen verwaltete. Das letzte Lebenszeichen von Mechthilds Mutter Salome ist die urkundliche Ersterwähnung Gießens 1197: sie steht an der Spitze der Zeugen anlässlich eines Gütertausches zwischen dem Kloster Arnsburg und dem Kloster Schiffenberg. Die Urkunde von 1203 wurde von Abt Meffried von Arnsburg ausgestellt. Darauf befindet sich auch das Siegel des Reichskämmerers Kuno I. von Münzenberg. Mechthilds Mutter Salome muss demnach zwischen 1197 und 1203 gestorben sein. Zu jener Zeit existierte bereits eine Siedlung rund um ihre Wasserburg von Gießen.
Salomes Tod fiel in die Zeit politischer Wirren: Kaiser Heinrich VI., der Sohn Barbarossas, starb 1197, ohne die Herrschaft seinem Sohn Friedrich gesichert zu haben. Daher entbrannte ein Thronstreit zwischen dem Staufer Philipp von Schwaben und dem Welfen Otto IV. In diesem Streit unterstützte Rudolf I. von Tübingen, inzwischen Pfalzgraf von Schwaben, die Staufer. Er setzte sich 1198 für die Königswahl Philipps ein und ermöglichte 1212 Friedrich II., die rätischen Pässe zu überqueren.

## Nachkommen
Mechthild hatte mit Rudolf I. folgende sechs Kinder:
- Gottfried
- Hugo III. (V.) (* ca. 1185, † 26. Juli 1216)
- Rudolf II. (* ca. 1185, † 1. November 1247), Pfalzgraf von Tübingen
- Wilhelm (* ca. 1190, † nach 28. September 1256), Graf von Asperg-Gießen
- Elisabeth, Nonne zu Waldkirch
- N.N. ⚭ Gottfried II., Markgraf von Bonsberg († 1208)

Mechthilds Gatte Rudolf I. starb 1219. Ihr erster überlebender Sohn, Rudolf II., erhielt nach des Vaters Tod die Herrschaft über Horb, Herrenberg und Tübingen. Der jüngste Sohn, Wilhelm, wurde Graf von Tübingen und Gießen und begründete die Asperg-Gießen-Böblinger Linie der Tübinger Pfalzgrafen.